# بين جونز
بين جونز (بالإنجليزية: Ben Jones)‏ (و. 1977 – م) هو كاتب، من الولايات المتحدة الأمريكية، ولد في بنسيلفانيا.

## وصلات خارجية
- بين جونز على موقع IMDb (الإنجليزية)
- بين جونز على موقع IMDb (الإنجليزية)
- بين جونز على موقع ميوزك برينز (الإنجليزية)
- بين جونز على موقع قاعدة بيانات الفيلم (الإنجليزية)